# Aive
Aive（アイヴィ、1991年7月27日 - ）は、日本のシンガーソングライターである。身長160cm、スリーサイズは88-60-86。
バングラデシュ人と日本人のダブルで、神奈川県生まれ。
『Aive』は本名。

## 初期
父親がバングラデシュ人で母親が日本人のダブル。いわく8歳の頃に劇団へ入り、小学生時から清純系のグラビアなどの仕事に勤しんでいた。
『Cawaii!』や『PINKY』などの雑誌でのカットモデル活動もあった。芸能活動の本格始動は、芸能事務所『スパイラル・エンタテインメント』からのスカウトがきっかけで、高校1年生のときのことであったという。

## 経歴
『週プレモバイル』や『携帯ヤングマガジン』などのオンラインマガジンを舞台にグラビアの活動を開始し、2008年に初のDVD『MSG: Mix School Girl』を発売。
この『MSG: Mix School Girl』では制服姿や水着姿を披露した。さらに同年8月におけるTBSのバラエティ番組『明石家さんch』への出演をもってテレビに初登場。翌2009年には2作目のDVD『Aiveam』ならびに沖縄で撮影された3作目の『Lovely Aive』を発売した。
2009年5月からテレビ東京『イツザイS』へのレギュラー出演を開始。翌2010年の4月までに計17回の出演を行ったこのテレビ番組においては、沢村一樹、SATOMI'、つるの剛士、置鮎龍太郎、濱口優、堀内健、有田哲平などとの共演を行っている。
ほか2010年前半期までに、NHK総合のバラエティ番組『パフォー!』や、公演『シブアイ!』第2弾への出演などがあった。
高校卒業とともにしばらく休業していたものの、2011年の6月をもって芸能活動を再開。
同年11月に自身初のアルバム『Find a way』を発売している。大手家電メーカー（JVCケンウッド3DハイビジョンカメラGS-TD1）とのタイアップを実現した。
2012年、シングル「ONLY LONELY」をリリース。全国のダンス&ミュージックコンテスト「BEST ARTIST AWARD 2012」にてBEST3を受賞。
2013年、初のワンマンライブを成功させ、アルバム「RIDE ON」をリリース。
2014年、FMラジオのメインMC、2度目のワンマンライブ、地方公演、大晦日には自身初の台湾公演を行った。
2015年、新宿区角筈区民ホールにて、舞台・ライブ出演。Aive「Christmas Song」が松戸クリスマスファンタジーのテーマ曲に決定した。
2016年、Champion（チャンピオン）春夏スポーツウェアのイメージモデルとして出演。スペースシャワーTV「WEAR MUSIC Supported by Right-on」のVJを担当。2年連続でAive「Christmas Song」が松戸クリスマスファンタジーのテーマ曲に決定した。
2017年、7月27日に3rdアルバム「Love Game」をリリース。12月に日本記者クラブで行われた第1回熱海国際映画祭記者発表会の司会を務めた。

## 出演

### テレビ番組
- 『イツザイS』（2009年5月〜2010年4月、テレビ東京）
- 『パフォー!』（2009年9月、NHK総合）
- 『明石家さんch』（2008年8月、TBS）
- 『WEAR MUSIC Supported by Right-on』のVJを担当。（2016年、スペースシャワーTV）
- 『musicAQUA』（2017年9月、TOKYO MX2）
- 『UCHIDA TV』（～出演中、FRESH !)

## 書籍

### 雑誌
- 『週刊少年マガジン』[6]
- 『週刊プレイボーイ』[6]
- 『週刊現代』[6]

## 発売作品

### DVD
- 『MSG - Mix School Girl』（2008年9月）[12]
- 『Aiveam』（2009年1月）[12]
- 『Lovely Aive』（2009年4月）[12]

### CD
- 『Find a way』（2011年11月30日）
- 『ONLY LONELY』(2012年11月28日）
- 『RIDE ON』(2013年08月14日）
- 『Love Game』(2017年07月27日）